# Ферульник дагестанский
Ферульник дагестанский (лат. Ferulago daghestanica) — многолетнее цветковое растение, вид рода Ферульник (Ferulago) семейства Зонтичные (Apiaceae).
Встречается в Дагестане возле дорог и на сухих склонах. Эндемик.

## Ботаническое описание
Стебель ребристый, голый, высотой 30-70 см, наверху или от середины ветвистый.
Прикорневые листья яйцевидно-продолговатые, длиной 30-40 см, шириной 7-8 см, многократно перисто-рассечённые, на черешках; конечные доли узколинейные, длиной 0,5—1 см, шириной около 0,05 см.
Конечный зонтик на стебле крупнее других, до 7 см в поперечнике. Лепестки почти округлые, в сухом состоянии желтовато-буроватые.
Цветение в июле.

## Таксономия
Вид Ферульник дагестанский входит в род Ферульник (Ferulago) семейства Зонтичные (Apiaceae) порядка Зонтикоцветные (Apiales).
|  |                                      |  |                                                             |                                                             |                     |  | ещё 8 семейств (согласно Системе APG II) | ещё 8 семейств (согласно Системе APG II) |                            |  |  |  | ещё около 50 видов |
|  |                                      |  |                                                             |                                                             |                     |  | ещё 8 семейств (согласно Системе APG II) | ещё 8 семейств (согласно Системе APG II) |                            |  |  |  | ещё около 50 видов |
|  |                                      |  |                                                             | порядок Зонтикоцветные                                      |                     |  |                                          |                                          | род Ферульник              |  |  |  |                    |
|  |                                      |  |                                                             | порядок Зонтикоцветные                                      |                     |  |                                          |                                          | род Ферульник              |  |  |  |                    |
|  | отдел Цветковые, или Покрытосеменные |  |                                                             |                                                             | семейство Зонтичные |  |                                          |                                          | вид Ферульник дагестанский |  |  |  |                    |
|  | отдел Цветковые, или Покрытосеменные |  |                                                             |                                                             | семейство Зонтичные |  |                                          |                                          |                            |  |  |  |                    |
|  |                                      |  | ещё 44 порядка цветковых растений (согласно Системе APG II) | ещё 44 порядка цветковых растений (согласно Системе APG II) |                     |  |                                          | ещё более 300 родов                      | ещё более 300 родов        |  |  |  |                    |
|  |                                      |  |                                                             | ещё 44 порядка цветковых растений (согласно Системе APG II) |                     |  |                                          |                                          | ещё более 300 родов        |  |  |  |                    |